# 8088 Australia
8088 Australia è un asteroide della fascia principale. Scoperto nel 1990, presenta un'orbita caratterizzata da un semiasse maggiore pari a 2,2893349 UA e da un'eccentricità di 0,1514530, inclinata di 3,52261° rispetto all'eclittica.